# ATC代码 (A04)
ATC代码A04（镇吐药和止呕药）是解剖学治疗学及化学分类系统的一个药物分组，这是由世界卫生组织药物统计方法整合中心所制定的药品及其它医用产品的官方分类系统。分组A04是A消化系统和代谢系统的一部分。
兽用代码（ATCvet码）可以在人用ATC代码前加Q字母：QA04等。没有相应人用ATC代码的ATCvet在以下列表中通过前置Q字母表示。
国家ATC分类可能包括列表中没有的其它分类，列表为世界卫生组织（WHO）版本。

## A04A 镇吐药和止呕药（Antiemetics and antinauseants）

### A04AA 5-羟色胺拮抗药（Serotonin (5-HT3) antagonists）
A04AA01 昂丹司琼（Ondansetron）
A04AA02 格拉司琼（Granisetron）
A04AA03 托烷司琼（Tropisetron）
A04AA04 多拉司琼（Dolasetron）
A04AA05 帕洛诺司琼（Palonosetron）

### A04AD 其它镇吐药（Other antiemetics）
A04AD01 莨菪胺（Scopolamine）
A04AD02 草酸铈（Cerium oxalate）
A04AD04 三氯叔丁醇（Chlorobutanol）
A04AD05 美托哌丙嗪（Metopimazine）
A04AD10 屈大麻酚（Dronabinol）
A04AD11 大麻隆（Nabilone）
A04AD12 阿瑞吡坦（Aprepitant）
A04AD13 卡索匹坦（Casopitant）
A04AD51 莨菪胺，复方（Scopolamine, combinations）
A04AD54 三氯叔丁醇，复方（Chlorobutanol, combinations）
QA04AD90 （Maropitant）